# 토쿠모토 에이이치로
토쿠모토 에이이치로(일본어: 徳本 英一郎, 1981년 10월 1일 ~ ) 은 일본의 남성 성우로 네버랜드 아츠 소속이다. 히로시마현 출신.
과거에 토리토리 오피스에 소속했던 적이 있다.

## 출연 작품

### TV 애니메이션
2010년
- 엔젤 비트(마츠시타)

2011년
- 페이트 제로(어쌔신)